# Krešimir Baranović
Krešimir Baranović   (Šibenik, 25 d'agost de 1894 - Belgrad, 17 de setembre de 1975) va ser un compositor i director d'orquestra croat.

## Biografia
Krešimir Baranović va rebre la seva primera formació musical a Zagreb entre 1908 i 1912, on va prendre classes particulars amb Karl Kaiser(també Karl Dragutin) i va aprendre la trompa amb Fran Lhotka a l'escola de l'Institut de Música de Croàcia. Després de graduar-se a l'Acadèmia Comercial de Zagreb, va estudiar a l'Acadèmia de Música de Viena del 1912 al 1914 i a Berlín del 1921 al 1922. Des de 1915 va treballar com a director de l'òpera del Teatre Nacional Croat de Zagreb, del qual també va ser director des de 1929. La temporada 1927/1928 va acompanyar com a director la gira europea del grup de ballet d'Anna Pàvlova. També va dirigir el Cor Lisinski durant un llarg període. Ell era, entre altres coses, el director de les estrenes croates de Borís Godunov (1918) de Modest Mussorgski i Ledi Màkbet Mtsènskogo Uiezda (1937) de Dmitri Xostakóvitx. Els ballets d'Igor Stravinski també es van mostrar per primera vegada a Zagreb durant la seva època. Va donar un suport important a les obres dels compositors croats contemporanis.
Després de deixar l'Òpera de Zagreb el 1943, Baranović va ser empresonat durant un temps al camp de concentració de Stara Gradiška durant la Segona Guerra Mundial. El mateix any va poder ocupar un lloc com a director de l'orquestra de ràdio a Bratislava, Eslovàquia. El 1945/1946 va ser director de l'Òpera de Bratislava. Després va tornar a Iugoslàvia, on va ocupar una càtedra de direcció i instrumentació a l'Acadèmia de Música de Belgrad fins a la seva jubilació el 1964. Al mateix temps va ser director i director de la Filharmònica de Belgrad de 1951 a 1961. El 1954 va ser nomenat membre associat de l'Acadèmia de Ciències i Arts de Iugoslavia (ara croata) a Zagreb, i des de 1968 va ser membre de l'Acadèmia Sèrbia de Ciències i Arts.

## Obres (selecció)
Òpera

- Geschoren–gemäht Òpera còmica basada en un llibret de Gustav Krklec (1932)
- Die Braut von Cetingrad. Òpera còmica, llibret de Marko Fotez basat en material de August Šenoa (1942/1951)

Ballet

- Lebkuchenherz (1924)
- Die Blumen der kleinen Ida. Llibret de Margarita Froman basat en el conte de fades Hans Christian Andersen (1925)
- Imbrek z nosom (Imbrek amb el nas). llibret: Krešimir Baranović (1934/1935)
- Chinesische Geschichte. Llibret: Dimitrije Parlić nach Klabunds Der Kreidekreis (1953–1955)

Vocals i orquestra

- Z mojih bregov (De les meves muntanyes) a paraules de Franjo Galović per a baríton i orquestra (1927)
- Moj grad (La meva ciutat) segons paraules de Vinko Nikolić (1941/1943)
- Iz osame (Des de la soledat) amb les vostres pròpies paraules (1944)
- Pan. Poema simfònic basat en paraules de Miroslav Krleža per a solistes, narrador, cor i orquestra (1957)
- Goran. Cantata basada en paraules d'Ivan Goran Kovačić per a altaveu, solistes i orquestra(1960)
- Oblaci (Núvols) basat en paraules de Dobriša Cesarić per a mezzosoprano i orquestra (1963)
- Šume, šume (boscos, boscos). Cantata basada en paraules de poetes croats per a cor i orquestra (1967)
- Na moru (Sobre el mar) basat en paraules de Gustav Krklec per a baríton i orquestra (1973/1974)

Orquestra

- Konzertouvertüre (1916)
- Sinfonisches Scherzo (1921)
- Lebkuchenherz, Suite del ballet (1924/1927)
- Poème balkanique (1926)
- Sinfonietta in Es-Dur (1939)
- Lied des Guslaren. Rapsodia (1945)
- Sinfonietta per a orquestra de corda basada en el Quartet de corda (1924/1951)

Instrument solista i orquestra

- Konzert per a trompa i orquestra (1973/1974)

Duos i música de cambra

- Streichquartett (1924)
- Elegie per a trompa i piano (1950)

- A més, cançons, moviments corals, peces instrumentals, música incidental i música per a pel·lícules.

## Discografia en CD
Obres de Baranović

- Z mojih bregov, suite de Gingerbread Heart – Ljubomir Puškarić (baríton), Zagreb Philharmonic, director: Pavle Dešpalj – a: 3 Majstora. Els compositors no oblidats (Croatia Records 6079797, CD 2017)
- Suite de Gingerbread Heart - Filharmònica de Belgrad, director: Krešimir Baranović - a: Springtime in Yugoslavia (Decca Eloquence 4840200, 2CD 2019)[2]

Baranović com a director d'obres d'altres persones

- Modest Mussorgsky: Boris Godunov - Miroslav Čangalović, Sofija Janković, Stepan Andrashevich i altres, cor i orquestra del Teatre Nacional de Belgrad, director: Krešimir Baranović (Decca Eloquence 4826883, 3CD 2018)
- Modest Mussorgsky: Khovànsxina - Žarko Cvejić, Alexander Marinković, Miroslav Čangalović, Melanija Bugarinović i altres, cor i orquestra del Teatre Nacional de Belgrad, director: Krešimir Baranović (Decca Eloquence 4828, CD 9231)
- Nikolai Rimsky-Korsakov: Snegúrotxka – Biserka Cvejić, Miroslav Čangalovic, Sofija Janković i altres, cor i orquestra del Teatre Nacional de Belgrad, director: Krešimir Baranović (Decca Eloquence 48266913, 3CD 2019)
- Piotr Ilitx Txaikovski: Píkovaia dama – Alexander Marinković, Valerija Heybal, Jovan Gligorijević i altres, cor de l'exèrcit iugoslau, cor infantil de Ràdio Belgrad, Orquestra del Teatre Nacional de Belgrad, director: Krešimir Baranović (Decca Eloquence 4826903, 3CD 2018)